# Buigny-Saint-Maclou
Buigny-Saint-Maclou és un municipi francès situat al departament del Somme i a la regió dels Alts de França. L'any 2007 tenia 520 habitants.

## Demografia

### Població

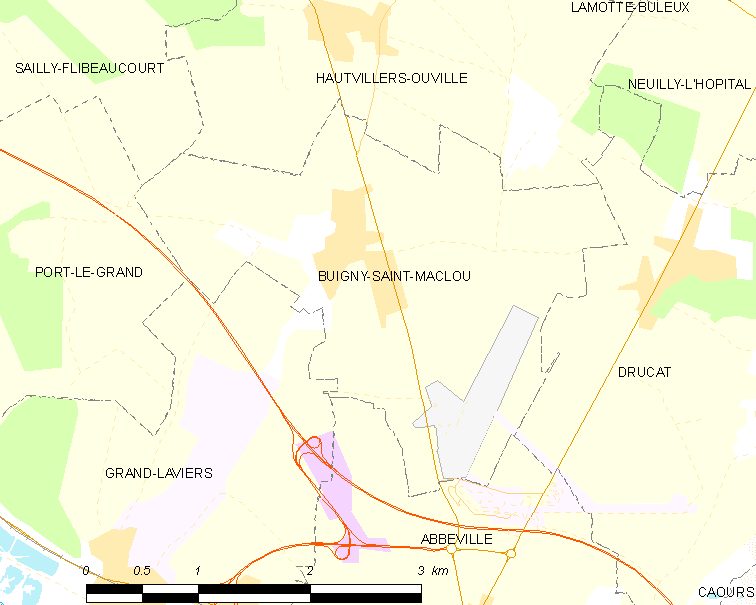

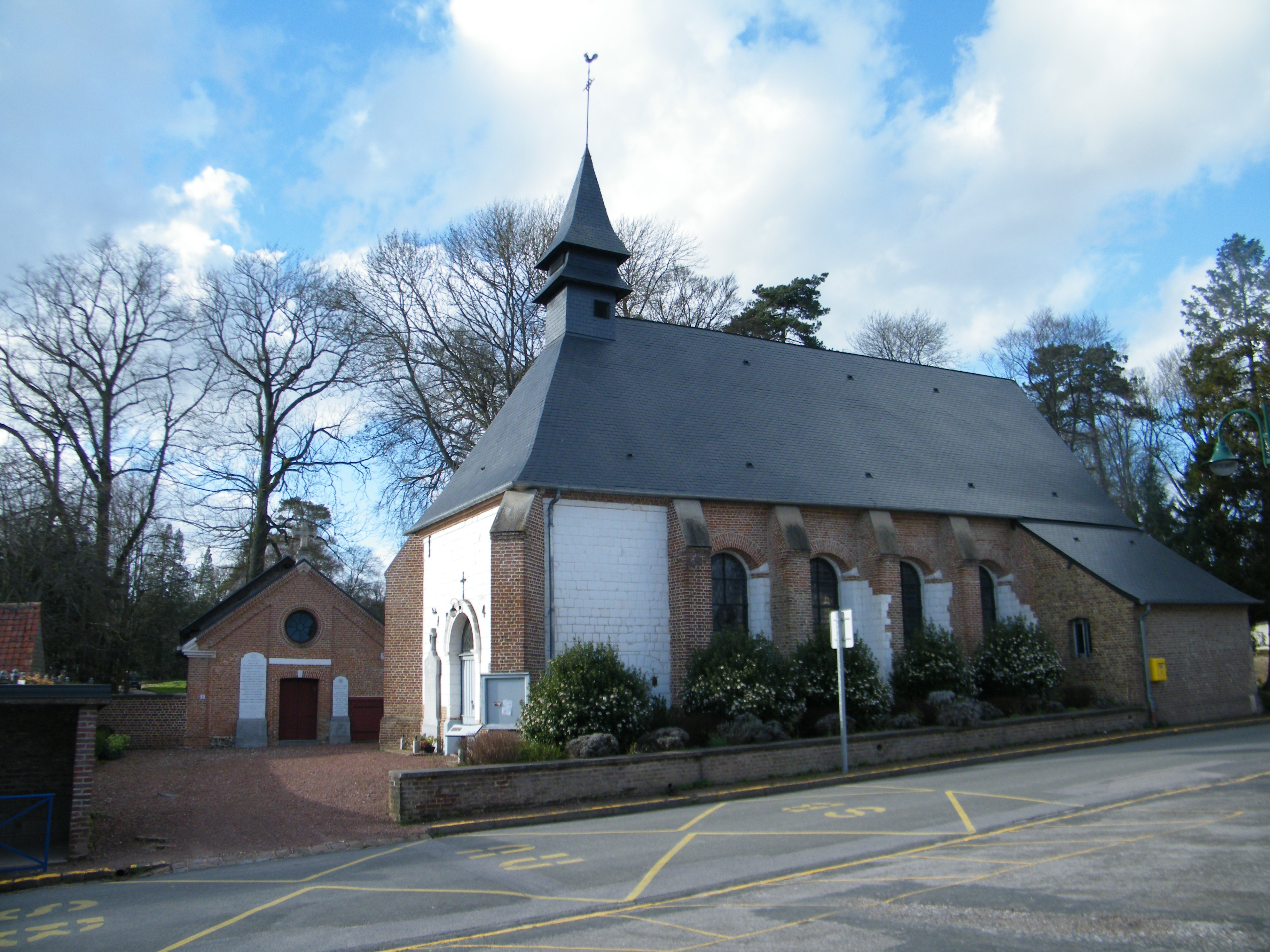

El 2007 la població de fet de Buigny-Saint-Maclou era de 520 persones. Hi havia 196 famílies de les quals 32 eren unipersonals (12 homes vivint sols i 20 dones vivint soles), 72 parelles sense fills, 84 parelles amb fills i 8 famílies monoparentals amb fills.
La població ha evolucionat segons el següent gràfic:
Habitants censats

### Habitatges
El 2007 hi havia 208 habitatges, 198 eren l'habitatge principal de la família, 4 eren segones residències i 6 estaven desocupats. 205 eren cases i 3 eren apartaments. Dels 198 habitatges principals, 181 estaven ocupats pels seus propietaris, 12 estaven llogats i ocupats pels llogaters i 5 estaven cedits a títol gratuït; 1 tenia una cambra, 1 en tenia dues, 13 en tenien tres, 69 en tenien quatre i 114 en tenien cinc o més. 162 habitatges disposaven pel capbaix d'una plaça de pàrquing. A 73 habitatges hi havia un automòbil i a 109 n'hi havia dos o més.

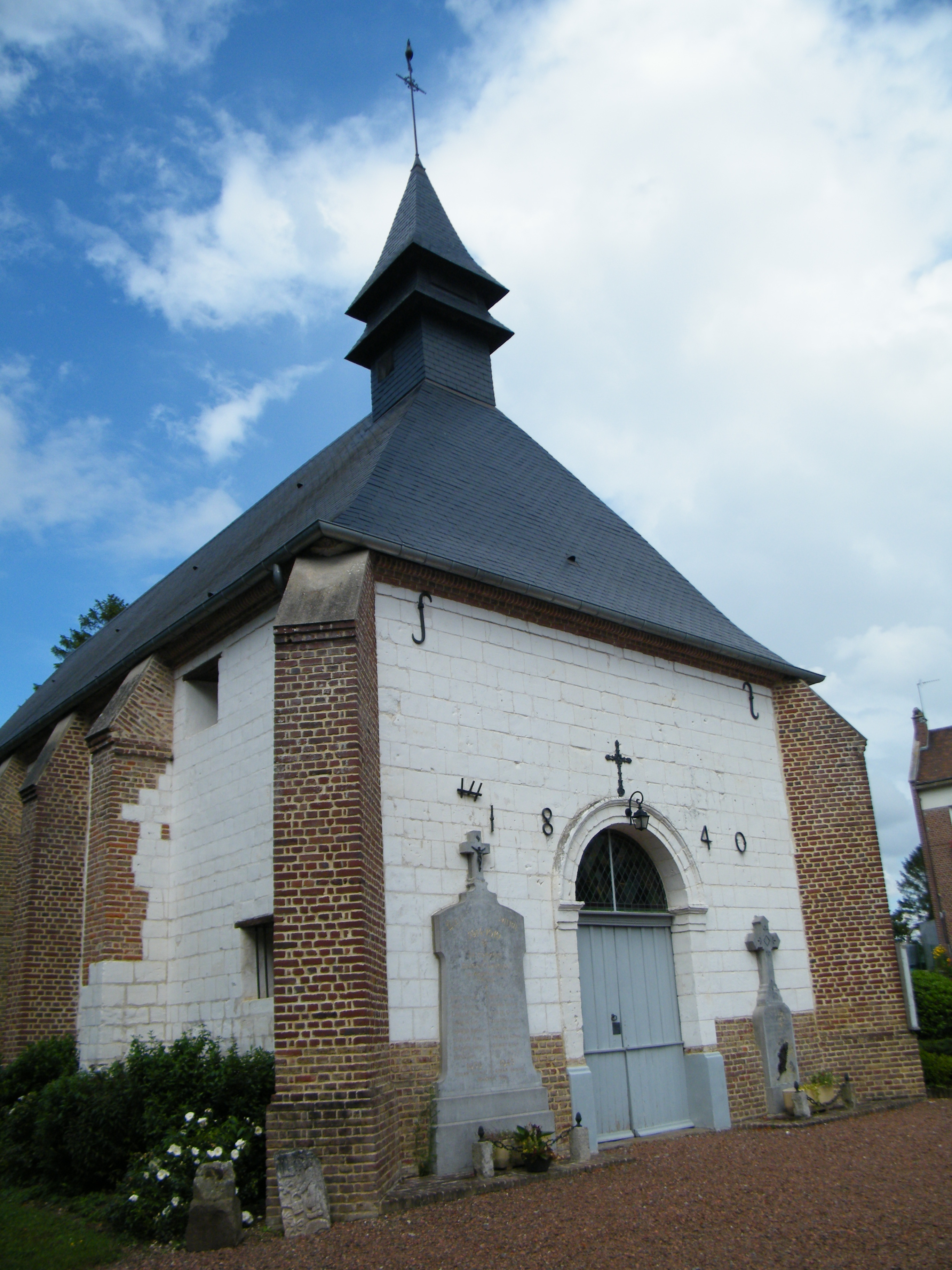
Saint-Maclou.
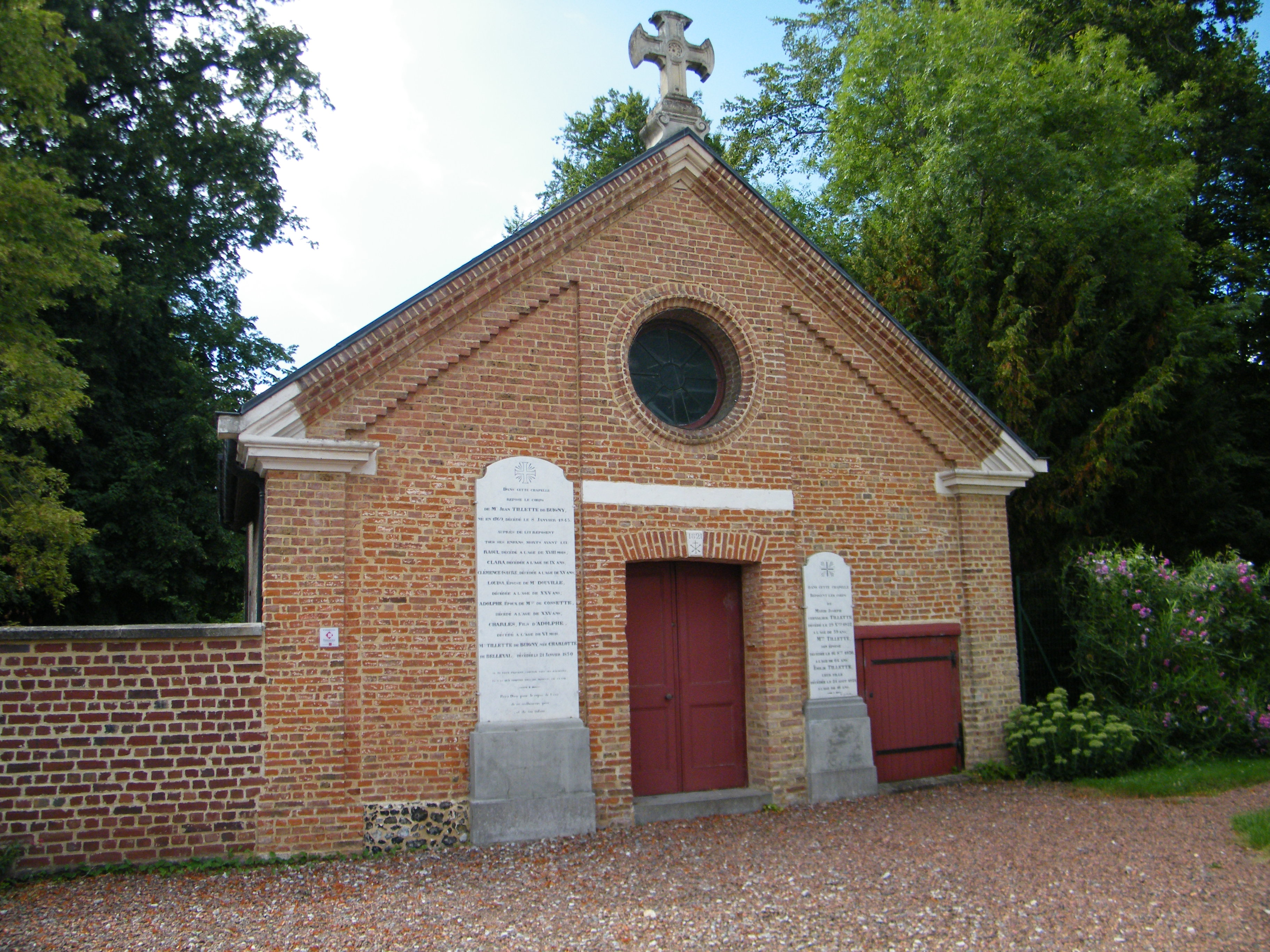
Chapelle.
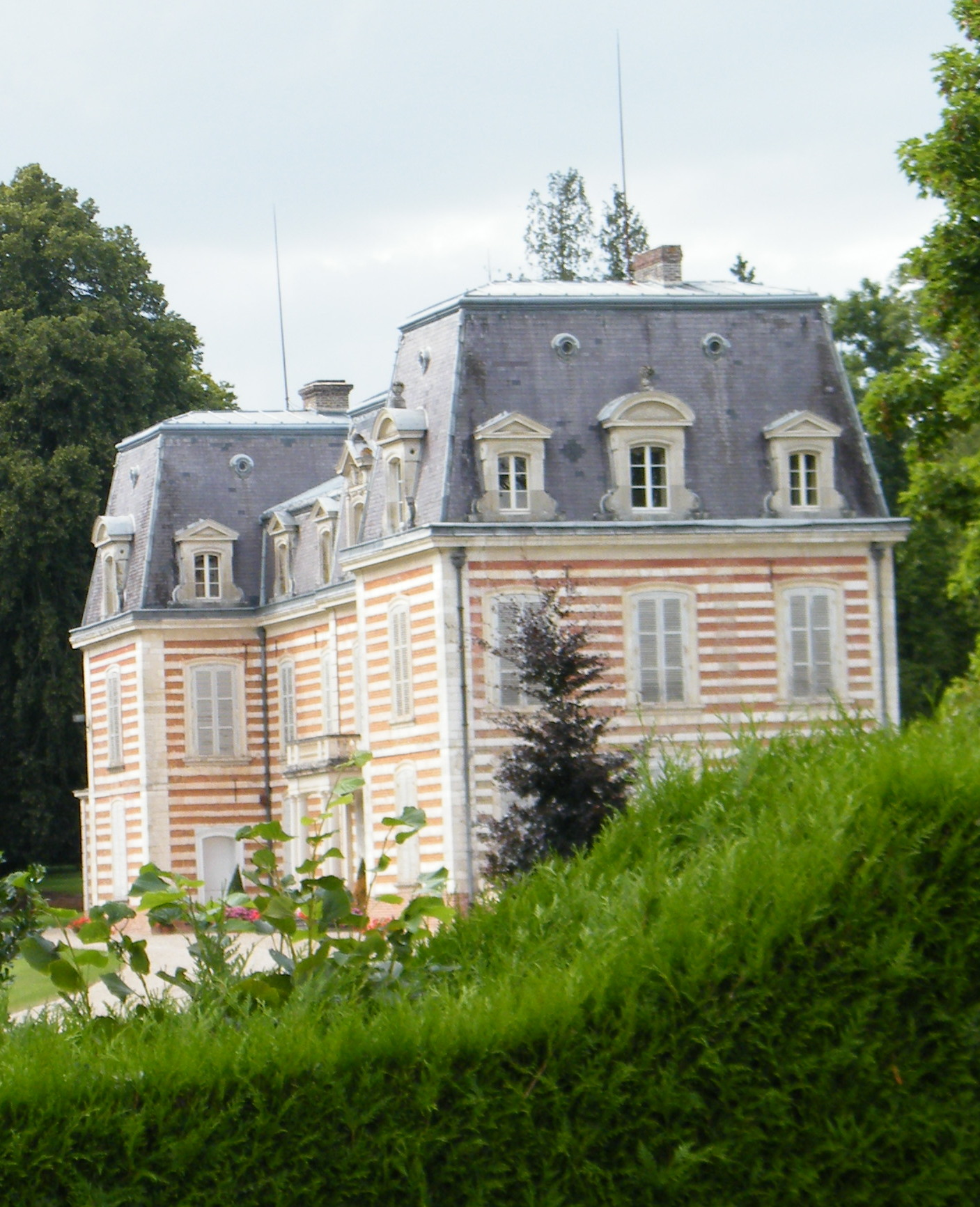
Château.
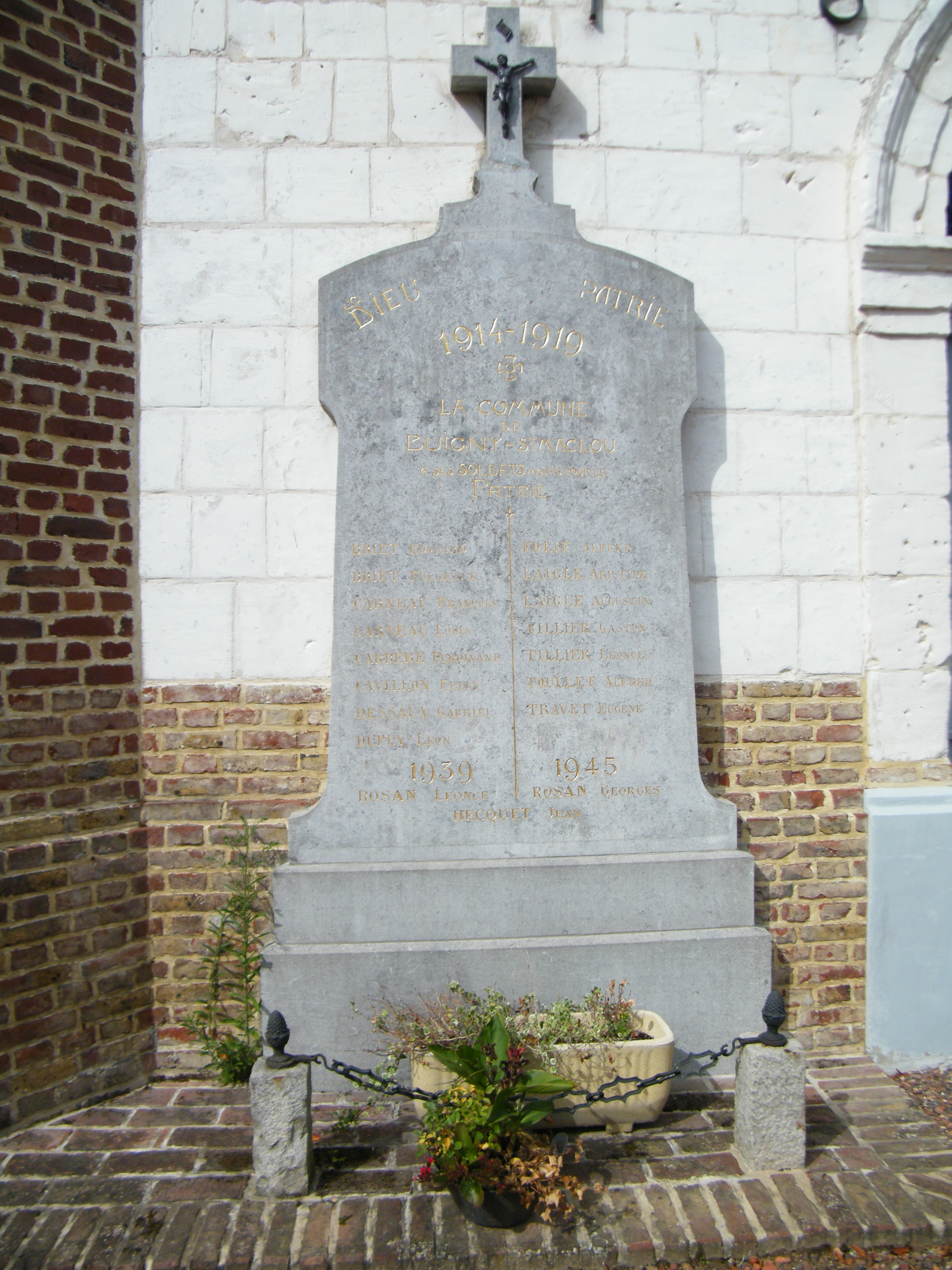
1914-1918 i 1939-1945.
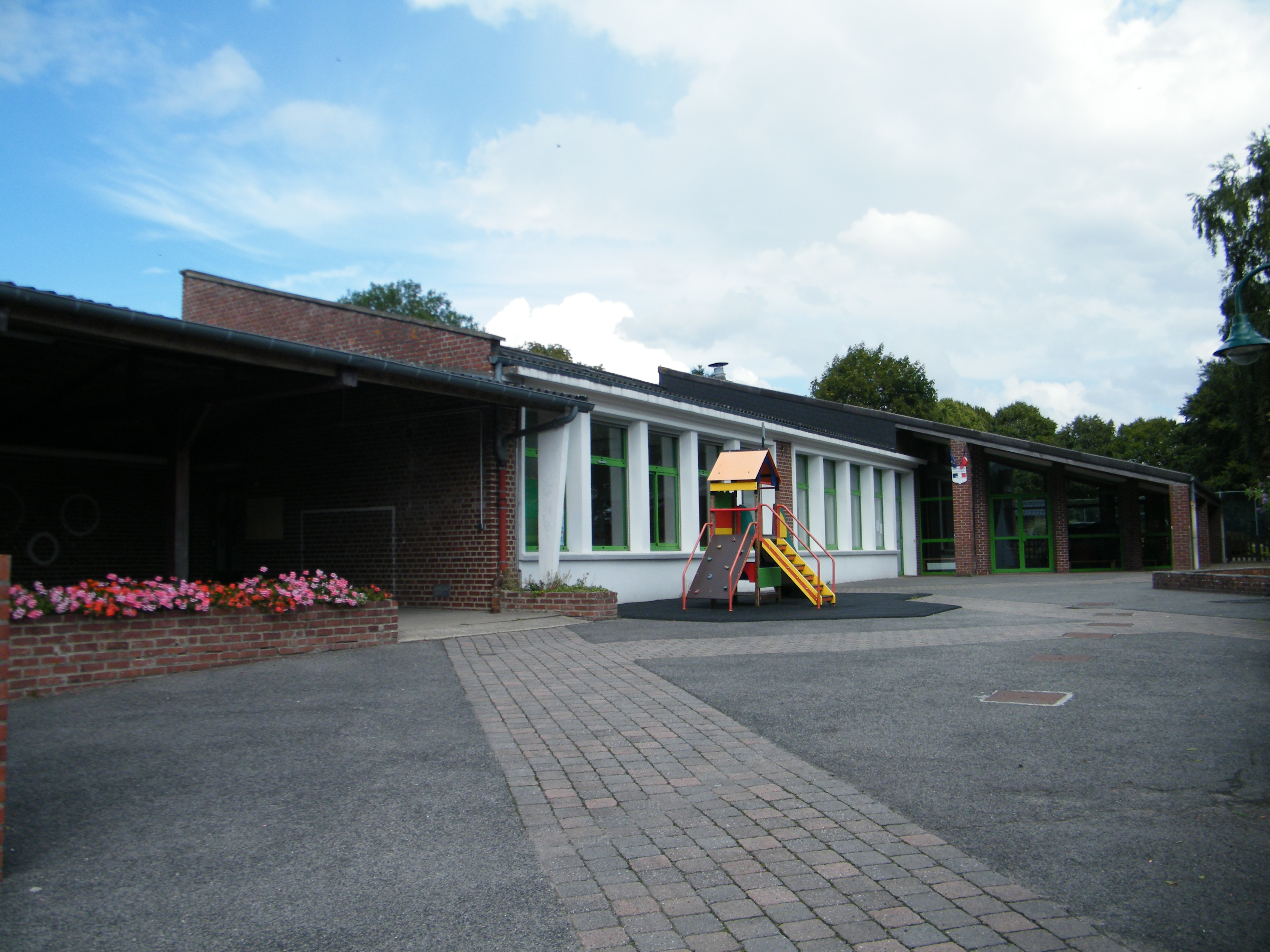
Scola.

### Piràmide de població
La piràmide de població per edats i sexe el 2009 era:
| Homes | Edats   | Dones |
| ----- | ------- | ----- |
| 0     | 95 o +  | 4     |
| 0     | 90 a 94 | 4     |
| 4     | 85 a 89 | 0     |
| 0     | 80 a 84 | 0     |
| 4     | 75 a 79 | 16    |
| 12    | 70 a 74 | 0     |
| 12    | 65 a 69 | 20    |
| 16    | 60 a 64 | 8     |
| 28    | 55 a 59 | 12    |
| 12    | 50 a 54 | 24    |
| 32    | 45 a 49 | 24    |
| 16    | 40 a 44 | 24    |
| 16    | 35 a 39 | 12    |
| 12    | 30 a 34 | 12    |
| 12    | 25 a 29 | 16    |
| 40    | 20 a 24 | 20    |
| 32    | 15 a 19 | 29    |
| 12    | 10 a 14 | 24    |
| 24    | 5 a 9   | 12    |
| 12    | 0 a 4   | 16    |

## Economia

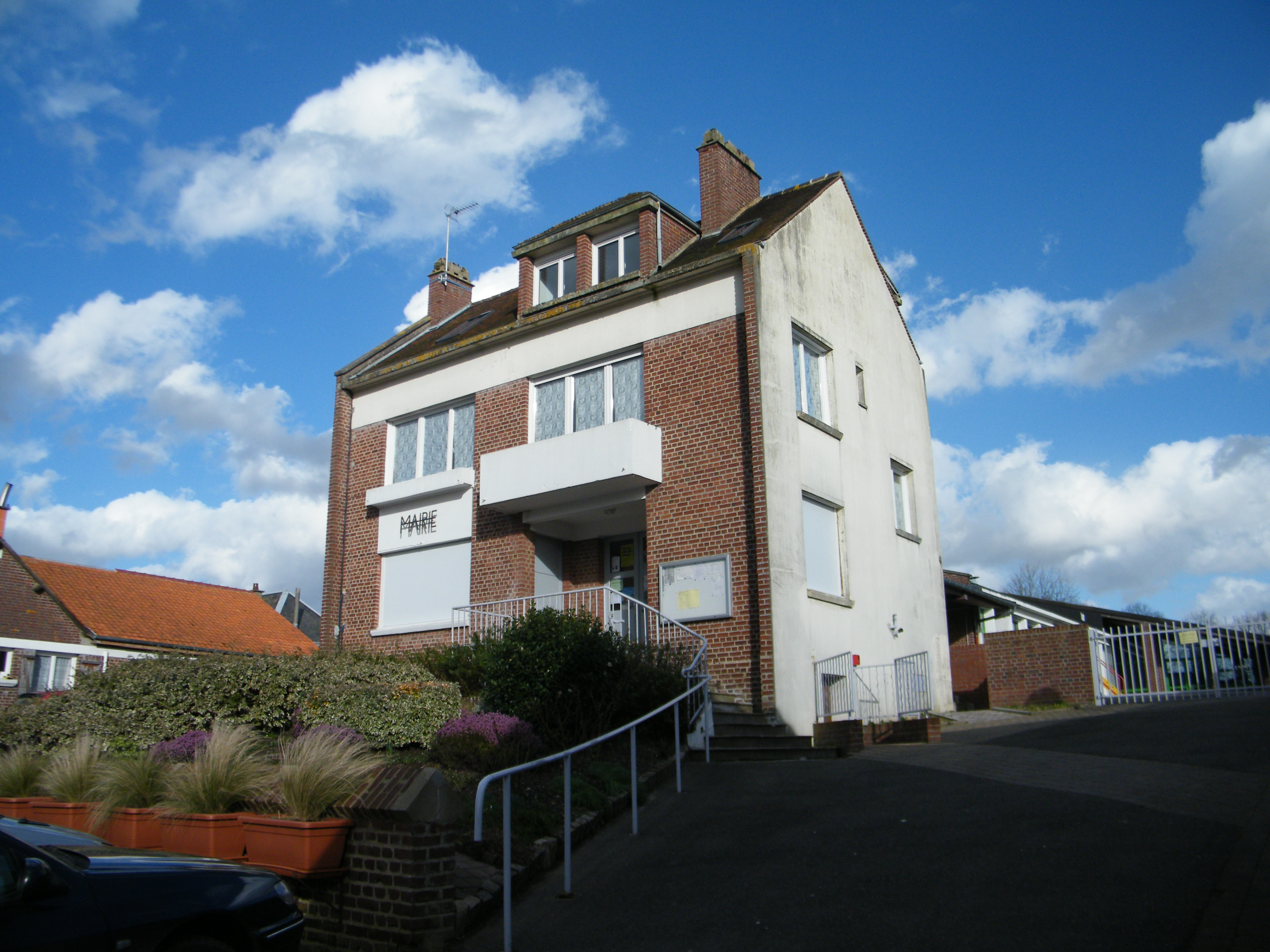

El 2007 la població en edat de treballar era de 369 persones, 259 eren actives i 110 eren inactives. De les 259 persones actives 236 estaven ocupades (132 homes i 104 dones) i 23 estaven aturades (7 homes i 16 dones). De les 110 persones inactives 50 estaven jubilades, 32 estaven estudiant i 28 estaven classificades com a «altres inactius».

### Ingressos
El 2009 a Buigny-Saint-Maclou hi havia 195 unitats fiscals que integraven 520 persones, la mediana anual d'ingressos fiscals per persona era de 18.672 €.

### Activitats econòmiques
Dels 21 establiments que hi havia el 2007, 1 era d'una empresa alimentària, 2 d'empreses de fabricació d'altres productes industrials, 4 d'empreses de construcció, 6 d'empreses de comerç i reparació d'automòbils, 2 d'empreses d'hostatgeria i restauració, 1 d'una empresa financera, 2 d'empreses immobiliàries, 2 d'empreses de serveis i 1 d'una entitat de l'administració pública.
Dels 7 establiments de servei als particulars que hi havia el 2009, 2 eren tallers de reparació d'automòbils i de material agrícola, 1 autoescola, 2 fusteries, 1 lampisteria i 1 empresa de construcció.
L'únic establiment comercial que hi havia el 2009 era una botiga de mobles.
L'any 2000 a Buigny-Saint-Maclou hi havia 5 explotacions agrícoles.

## Equipaments sanitaris i escolars
El 2009 hi havia una escola maternal integrada dins d'un grup escolar amb les comunes properes formant una escola dispersa.

## Poblacions més properes
El següent diagrama mostra les poblacions més properes.